# 차안대

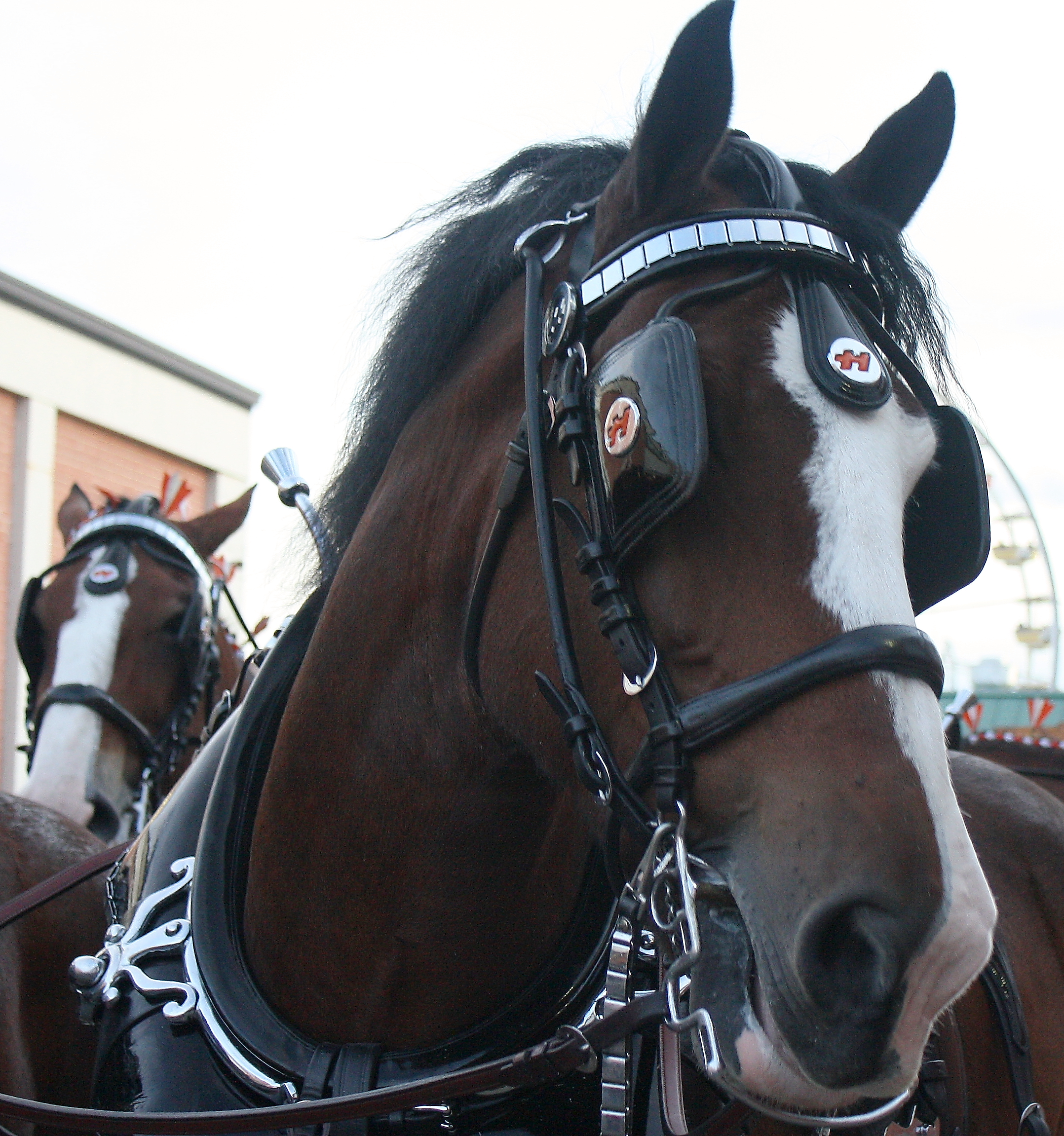

차안대(遮眼帶)는 가면 양쪽 눈 뒷부분에 컵 모양의 가죽 또는 고무재질을 부착해 경주마의 좌우 시야를 차단해 앞만 보고 달리도록 하는 경마 장구다. 뒤나 옆에서 다른 말이 따라 붙더라도 보이지 않게 하여 불안감 없이 앞만 보고 달리게 하는 효과가 있다. 따라서, 주위가 산만한 말이나 주변 물체의 움직임에 쉽게 흥분하는 말들이 주로 착용한다. 말이 나타내는 공포심이나 불안감 정도에 따라 눈가면에 부착하는 컵의 크기를 조절한다.